# Čitluk, Kozarska Dubica
Čitluk je naselje v občini Kozarska Dubica, Bosna in Hercegovina. 

## Deli naselja
Čitluk, Drljići, Đenadije, Đukića Dolina, Marini, Radakovac, Suzića Potok, Šarci, Vukliši in Zaimovo Selo.

## Prebivalstvo
| Pregled števila prebivalcev po letih | Pregled števila prebivalcev po letih | Pregled števila prebivalcev po letih | Pregled števila prebivalcev po letih | Pregled števila prebivalcev po letih | Pregled števila prebivalcev po letih |
| ------------------------------------ | ------------------------------------ | ------------------------------------ | ------------------------------------ | ------------------------------------ | ------------------------------------ |
| 1948                                 | 1953                                 | 1961                                 | 1971                                 | 1981                                 | 1991                                 |
| -                                    | -                                    | -                                    | 660                                  | 577                                  | 425                                  |

| Narodna sestava prebivalstva po letih                                                                                      | Narodna sestava prebivalstva po letih                                                                                       | Narodna sestava prebivalstva po letih                                                                                      |
| --- | --- | --- |
| 1971 | 1981 | 1991 |
| . skupaj: 660 Srbi 654 (99,09 %) Hrvati 1 (0,15 %) Muslimani 0 (0,00 %) Jugoslovani 4 (0,60 %) drugi in neznano 1 (0,15 %) | . skupaj: 577 Srbi 552 (95,66 %) Hrvati 0 (0,00 %) Muslimani 0 (0,00 %) Jugoslovani 24 (4,15 %) drugi in neznano 1 (0,17 %) | . skupaj: 425 Srbi 419 (98,58 %) Hrvati 1 (0,23 %) Muslimani 0 (0,00 %) Jugoslovani 4 (0,94 %) drugi in neznano 1 (0,23 %) |